# Partiti politici in Trentino-Alto Adige

Bandiera del Trentino-Alto Adige.

Questo elenco dei partiti politici in Trentino-Alto Adige comprende i diversi partiti politici attivi (ora o nel passato) nelle due provincie autonome da cui è formato il Trentino-Alto Adige: la Provincia autonoma di Trento e la Provincia autonoma di Bolzano, ognuna con un diverso insieme di partiti.
Le assemblee rappresentative provinciali sono il Consiglio della Provincia autonoma di Trento e il Consiglio della Provincia autonoma di Bolzano, che insieme formano il Consiglio regionale del Trentino-Alto Adige.
Di norma nessun partito ha la possibilità di governare da solo e i partiti sono quindi obbligati a coalizzarsi tra di loro. Se in Trentino questo è dovuto alla dimensione del consenso elettorale, in Alto Adige i motivi sono etnici: la Südtiroler Volkspartei, storicamente sempre sopra il 40% dei voti provinciali, ha sempre solo avuto bisogno del sostegno di almeno un partito italiano per avere esponenti di lingua italiana nella giunta. A seguito delle elezioni provinciali dell'autunno 2023, per la prima volta la SVP è scesa sotto la soglia del 40%, obbligando il partito a trovare, oltre ad un partner di lingua italiana, anche uno di lingua tedesca.

## Provincia autonoma di Trento

Stemma provinciale

Nella Provincia autonoma di Trento, oltre ad alcuni dei maggiori partiti politici nazionali, sono attivi diversi partiti o liste a vocazione locale.

### Partiti rappresentati nel Consiglio provinciale
- Partito Democratico del Trentino (PD, 7 seggi)
- Lega Trentino per Fugatti Presidente (5 seggi)
- Noi Trentino per Fugatti Presidente (4 Seggi)
- Fratelli d'Italia (FdI, 4 Seggi)
- Campobase (4 Seggi)
- Partito Autonomista Trentino Tirolese (PATT, 3 seggi)
- La Civica (2 seggi)
- Fassa (1 seggio)
- Movimento Casa Autonomia.eu (1 seggio)
- Onda (1 seggio)
- Alleanza Verdi e Sinistra (1 Seggio)

### Altri partiti provinciali attivi
- Neva Union Autonomista Ladina
- Centro Popolare
- Leali al Trentino

### Partiti provinciali del passato
- Partito Popolare Trentino Tirolese (PPTT, 1948–1982)
- Autonomia Integrale (AI, 1982–1988)
- Unione Autonomista Trentino Tirolese (UATT, 1983–1988)
- Autonomia Integrale - Federazione Autonomista Regionale (AI-FAR, 1996–2000)
- Trentino Domani (1998)
- Civica Margherita (1998–2008)
- Autonomisti Trentini - Genziane (2000–2007)
- Trentino Autonomista (TA, 2002–2008)
- Progetto Trentino (PT, 2013-2023)
- Unione per il Trentino (UpT 1998-2023)

## Provincia autonoma di Bolzano

Stemma provinciale

Nella Provincia autonoma di Bolzano, oltre ad alcuni dei maggiori partiti politici nazionali, sono attivi diversi partiti o liste a vocazione locale.

Di questi soltanto la Südtiroler Volkspartei è riuscita ad ottenere rappresentanza nel Parlamento italiano presentandosi con il proprio simbolo.

### Partiti locali
La tabella di seguito elenca i partiti di livello non nazionale che hanno ottenuto rappresentanza nel Consiglio della Provincia autonoma di Bolzano.
| Partito                              | Nascita | Leader                           | Seggi                                                                            | Descrizione | Status         |
| ------------------------------------ | ------- | -------------------------------- | -------------------------------------------------------------------------------- | --- | -------------- |
| Demokratische Partei Südtirol        | 1997    | Roland Girardi                   | 1 (1998)                                                                         | Partito di ispirazione ambientalista, liberale e socialdemocratica nato come erede del Sozialdemokratische Partei Südtirols | SCIOLTO (2008) |
| Die Freiheitlichen                   | 1992    | Christian Waldner; Pius Leitner  | 2 (1993) 1 (1998) 2 (2003) 5 (2008) 6 (2013) 2 (2018)                            | Partito indipendentista e populista di destra nato dalla scissione di alcuni militanti della SVP favorevoli alla riunificazione immediata dell'Alto Adige al Tirolo | ATTIVO         |
| Freiheitliche Partei Südtirols       | 1988    | Gerold Meraner                   | 1 (1988)                                                                         | Il partito nacque nel 1988 come continuazione della Partei der Unabhängigen per volere di Gerold Meraner. Nel 1989 si unì, con "Südtiroler Heimatbund" ed alcuni politici conservatori usciti dalla SVP nell'Union für Südtirol. | SCIOLTO (2008) |
| L'Alto Adige nel Cuore               | 2013    | Alessandro Urzì                  | 1 (2013) 1 (2018)                                                                | Giudicate incoerenti le scelte fatte da Futuro e Libertà per l'Italia (FLI) alla vigilia delle elezioni politiche del 2013 e a seguito della mancata disponibilità di tutte le forze del centrodestra dell'Alto Adige a convergere su una candidatura unitaria, Alessandro Urzì ha dato vita al progetto territoriale de L'Alto Adige nel cuore.                                                                          | ATTIVO         |
| Ladins                               | ?       | Carlo Willeit                    | 1 (1998)                                                                         | Movimento politico per la tutela della minoranza ladina. Nel 2008 ha cambiato il nome in Ladins Dolomites | ATTIVO         |
| Partei der Unabhängigen              | 1972    | Gerold Meraner                   | 1 (1978) 1 (1983)                                                                | Partito di ispirazione liberal-conservatrice, nato dopo le elezioni politiche del 1972 da alcuni sostenitori indipendenti del candidato Hans Dietl. Nel 1988 venne trasformato in Freiheitliche Partei Südtirols | SCIOLTO (2008) |
| Sozialdemokratische Partei Südtirols | 1973    | Hans Dietl                       | 2 (1973) 1 (1978)                                                                | Partito di ispirazione socialdemocratica nato da una scissione della SVP in quanto contrario all'accordo tra governo provinciale e nazionale conosciuto come Pacchetto | SCIOLTO (1981) |
| Soziale Fortschrittspartei Südtirols | 1966    | Egmont Jenny                     | 1 (1973)                                                                         | Partito di ispirazione socialdemocratica nato attraverso la scissione dalla SVP della corrente Arbeitskreis für sozialen Fortschritt, che aveva il supporto del Partito Socialdemocratico d'Austria. Prima di sciogliersi tentò senza successo di fondersi con il Sozialdemokratische Partei Südtirols | SCIOLTO (1978) |
| Südtiroler Heimatbund                | 1974    | Eva Klotz                        | 1 (1983) 1 (1988)                                                                | Il Südtiroler Heimatbund è nato come unione dei "prigionieri politici" sudtirolesi, che negli anni cinquanta e sessanta hanno portato il cosiddetto "problema Sudtirolo" davanti all'ONU. Nel 1989 il partito si unì con "Freiheitliche Partei Südtirolsn" ed alcuni politici conservatori usciti dalla SVP nell'Union für Südtirol.                                                                                      | SCIOLTO (2008) |
| Süd-Tiroler Freiheit                 | 2007    | Eva Klotz                        | 2 (2008) 3 (2013) 2 (2018)                                                       | Partito secessionista nato da una scissione dell'Union für Südtirol. Vuole la ri-annessione dell'odierna provincia autonoma di Bolzano al Tirolo attraverso un referendum. | ATTIVO         |
| Team Köllensperger                   | 2018    | Paul Köllensperger               | 6 (2018)                                                                         | Partito fondato dall'ex rappresentante del Movimento 5 Stelle Paul Köllensperger | ATTIVO         |
| Tiroler Heimatpartei                 | 1963    | Josef Raffeiner                  | 1 (1964)                                                                         | Partito di ispirazione liberal-conservatrice nato da una scissione della SVP | SCIOLTO (1968) |
| Union für Südtirol                   | 1989    | Alfons Benedikter; Andreas Pöder | 2 (1993) 2 (1998) 2 (2003) 1 (2008) 1 (2013)                                     | Partito indipendentista di destra nato dall'iniziativa del consigliere provinciale Alfons Benedikter, uscito dalla SVP e dalla fusione tra Freiheitliche Partei Südtirols e Südtiroler Heimatbund. Nel 2007 subisce la scissione del Süd-Tiroler Freiheit. Dal 2012 cambia nome in Bürger Union für Südtirol. | ATTIVO         |
| Unione Democratica Altoatesina       | 1993    | Luigi Cigolla                    | 1 (1993) 1 (1998) 1 (2003)                                                       | Partito di ispirazione cristiano-democratica, era il corrispondente altoatesino dell'Unione Popolare Democratica presente in Trentino. | SCIOLTO (2008) |
| Unitalia                             | 1996    | Donato Seppi                     | 1 (1998) 1 (2003) 1 (2008)                                                       | Partito nazionalista e anti-indipendentista nato da una scissione locale di Alleanza Nazionale e schierato a difesa della minoranza italofona. Nel 2008 si è legato a La Destra di Francesco Storace e successivamente al Movimento per l'Italia di Daniela Santanchè | SCIOLTO (2013) |
| Verdi del Sudtirolo/Alto Adige       | 1978    | Alexander Langer                 | 1 (1978) 2 (1983) 2 (1988) 2 (1993) 2 (1998) 3 (2003) 2 (2008) 3 (2013) 3 (2018) | Nato come movimento della New Left ambientalista alla fine degli anni settanta nel tempo è riuscito ad eleggere rappresentanti a livello regionale e, all'interno della Federazione delle Liste Verdi, nel Parlamento europeo. Alle elezioni politiche del 2013 separa il proprio percorso da quello della Federazione dei Verdi ed elegge un proprio rappresentante all'interno delle liste di Sinistra Ecologia Libertà | ATTIVO         |